# George Clifford, III conte di Cumberland
Sir George Clifford, III conte di Cumberland, XIII barone di Clifford, XIII signore di Skipton, KG (Castello di Brougham, 8 agosto 1558 – Londra, 30 ottobre 1605), è stato un politico e corsaro inglese.
Si distinse alla corte di Elisabetta I d'Inghilterra per la sua abilità nella giostra, guadagnandosi il titolo di "Campione della Regina". Di quest'aspetto fondamentale della sua vita ci restano la miniatura eseguita da Nicholas Hilliard (1590 circa, oggi al National Maritime Museum) e la sua armatura (ora al Metropolitan Museum of Art). Trascurò i suoi possedimenti nell'estremo nord dell'Inghilterra, dissanguò il patrimonio spendendo una fortuna al gioco ed intraprese la carriera di corsaro per rimpinguare le sue finanze.

Lasciò una lunga disputa di successione tra i suoi eredi.

## Biografia

### I primi anni
George Clifford nacque l'8 agosto 1558 nel castello di Brougham a Westmorland, figlio ed erede di Henry Clifford, II conte di Cumberland (morto gennaio 1570) e della sua seconda moglie, Anna Dacre, figlia di William Dacre, III barone Dacre.
I Baroni di Clifford, un ramo minore dei baroni feudali di Clifford (Herefordshire), si erano stabiliti alla fine del XIII secolo al castello di Appleby nel Westmorland, nel nord dell'Inghilterra.
George, ancora minorenne, succedette come conte di Cumberland e barone di Clifford al padre quando rimase orfano nel 1570. La sua tutela venne concessa dalla regina Elisabetta I a Francis Russell, II conte di Bedford, KG (morto nel 1585), che nel 1577 sposò George con sua figlia Lady Margaret Russell (1560-1616). Il matrimonio era stato organizzato durante l'infanzia di George e Margaret dai rispettivi padri e si rivelò infelice per la coppia.
Frequentando la corte, George visse nell'Inghilterra meridionale, trascurando i lontani domini aviti (il castello di Brougham, una delle sue proprietà nel nord, fu trascurato e abbandonato) seppur nel 1589 fece costruire l'originale Londesborough Hall, una casa di campagna elisabettiana situata a East Riding of Yorkshire.
Un collega cortigiano di George, scrivendo all'amministratore di Robert Devereux, II conte di Essex, liquidò Clifford come "il più rozzo degli Earl a causa della sua ascendenza settentrionale". Ciò nonostante, le fonti ci descrivono George Clifford come un uomo di grande bellezza fisica, forte e attivo, compiuto in tutti gli esercizi cavallereschi, splendido nel suo abito e dal valore romantico. D'altra parte, era un giocatore d'azzardo e un spendaccione, un marito infedele, e più tardi, per diversi anni prima della sua morte, visse separato dalla moglie.

### Campione della regina e KG

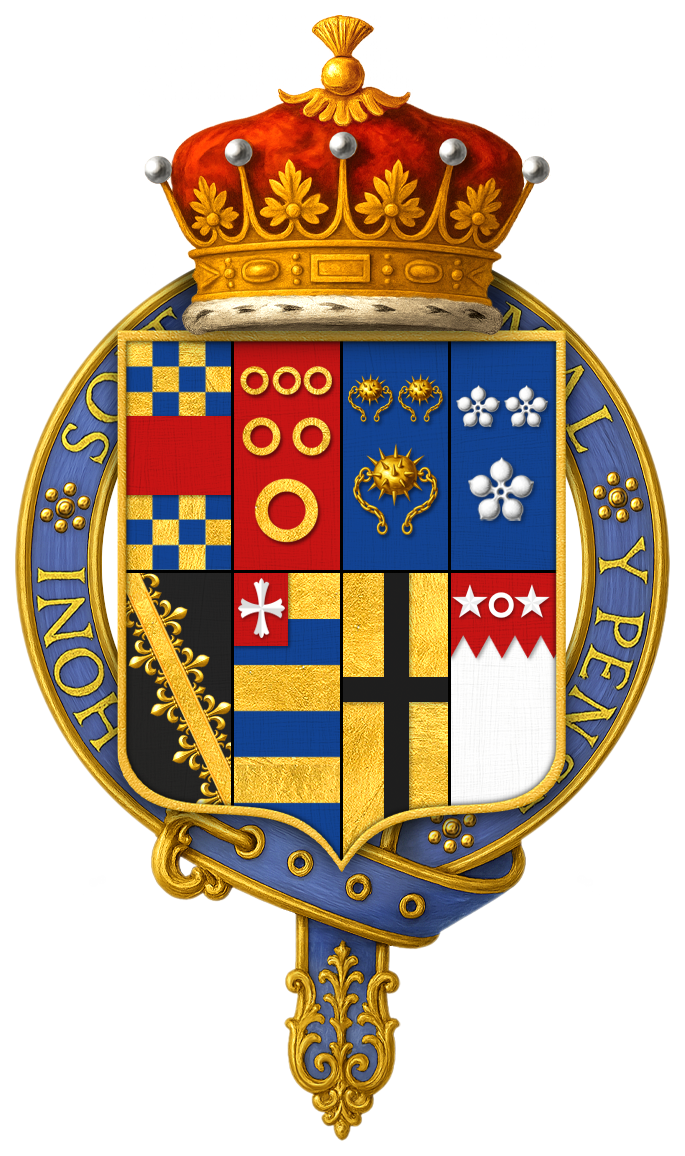
Stemma araldico di Sir George Clifford, III conte di Cumberland, KG.

Clifford si guadagnò fama di esperto giostratore e divenne il secondo campione della regina Elisabetta al ritiro di Sir Henry Lee di Ditchley. Un ritratto in miniatura di Nicholas Hilliard, datato 1590, commemora la nomina di Clifford mostrandocelo in abiti inclinati con il guanto della regina, incastonato di diamanti, appuntato come un pennacchio al suo cappello. La regina lo nominò cavaliere della giarrettiera nel 1592, e Clifford sedette tra i Pari del Regno al processo di Maria, regina degli scozzesi. Clifford fu anche coinvolto nella formazione della East India Company.

### Carriera marittima
Clifford era un uomo dalla vita irregolare e dopo aver sperperato gran parte dei suoi possedimenti seppe cogliere l'opportunità offerta dalla guerra con la Spagna alle sue finanze. Dal 1588 comandò il galeone Bonaventure, dapprima nella Battaglia di Gravelinga contro l'Armada spagnola e poi in numerose spedizioni da lui stesso allestite oltre che guidate, molte delle quali vanificate da tempeste o assenza di bottino. Il suo primo successo fu una spedizione alle Azzorre nel 1589, ove ottenne grande bottino da portoghesi e spagnoli. Subì invece perdite nella battaglia delle Isole Berlengas nel 1591 e nel 1592 contribuì a preparare una spedizione con Walter Raleigh che portò alla battaglia di Flores e alla cattura della nave portoghese Madre de Deus, al largo dell'isola di Flores nelle Azzorre. Alla fine del 1593, Clifford finanziò tre navi per un'ulteriore spedizione alle Azzorre che portò alla Battaglia di Faial.
Clifford in seguito commissionò la costruzione di una sua nave da 38 cannoni: la Flagello di Malizia. Durante la battaglia di San Juan nel 1598, si distinse per aver temporaneamente occupato Fort San Felipe del Morro, la cittadella che proteggeva San Juan, a Porto Rico: giuntovi il 15 giugno, Clifford dovette sloggiare in novembre a causa della dura resistenza civile.
Clifford veniva spesso definito una sorta di Don Chisciotte della Marina, titolo curiosamente inadatto per un cortigiano, giocatore d'azzardo e bucaniere. Il suo amore per l'avventura era forte e puntò i suoi soldi sul successo delle sue scorrerie con lo stesso spirito che aveva quando scommetteva sulla velocità dei suoi cavalli o sui tiri dei suoi dadi. Il suo coraggio era insopportabile e il carattere che mostrava nei momenti di difficoltà gli fece guadagnare credito e popolarità. Tutta la grande ricchezza che guadagnava come bucaniere la perse nelle giostre e nelle corse di cavalli e alla fine fu costretto a vendere le sue terre.

### Discendenza

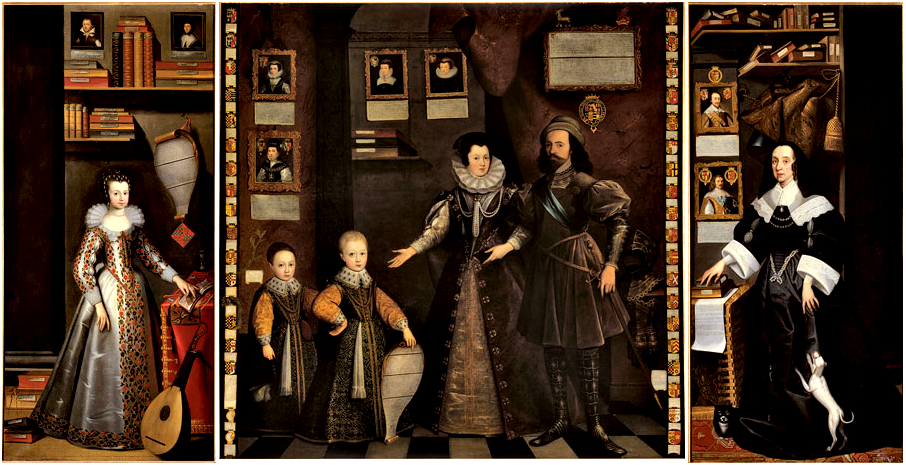
The Great Picture, 1646. Anne Clifford come una ragazza a sinistra e una donna matura a destra. Il pannello centrale mostra i suoi genitori e giovani fratelli.

Dalla moglie Margaret Russell, George ebbe i seguenti figli:
- Sir Robert Clifford (21 settembre 1585-24 maggio 1591), morì prima dei 5 anni.
- Francis Clifford (1584-8 dicembre 1589), morì prima dei 5 anni.
- Lady Anna Clifford, suo jure XIV baronessa di Clifford (30 gennaio 1590-22 marzo 1676), unica erede di George, sposata a Richard Sackville, III conte di Dorset .

### Morte, sepoltura e disputa sulla successione

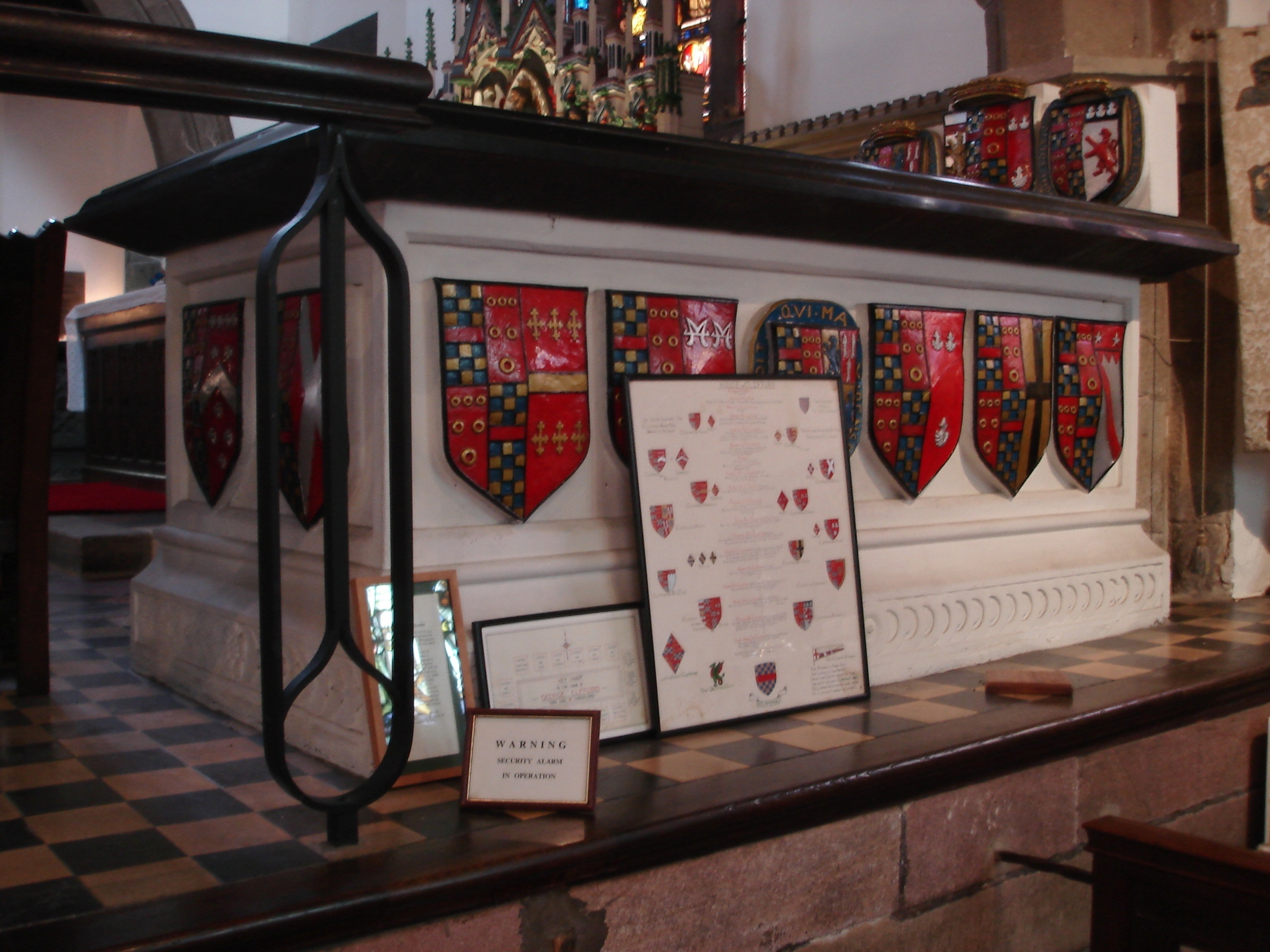
Tomba di George Clifford nella Chiesa della Santissima Trinità di Skipton.

George Clifford morì il 30 ottobre 1605 nella casa dell'ambasciatore del duca di Savoia a Londra. Il suo corpo fu imbalsamato e sepolto nella cappella di famiglia nel castello di Skipton a Craven (Yorkshire), dove una tomba con altare in marmo nero fu eretta per lui dalla figlia Anna. Un secondo monumento tombale è nella Chiesa della Santissima Trinità di Skipton, presso il castello, con ricca dotazione d'araldica mostrante le braccia del quartiere di Clifford Vipont (i baroni feudali di Appleby, da cui i Cliffords ereditarono il castello di Appleby e vaste tenute in Westmorland ), impalanti le braccia di Russell e le mogli dei predecessori paterni di Clifford: Beauchamp, de Roos, Percy, Dacre, Berkeley, Neville, ecc.
I due figli maschi di Clifford, Robert e Francis, erano entrambi morti giovani, prima dei 5 anni, quindi la sua unica discendente fu la figlia Anna che ereditò il titolo di Baron de Clifford suo jure, essendo stato creato per iscritto nel 1299 per poter scendere nella linea femminile, e un patrimonio di £ 15.000. La stragrande maggioranza della sua proprietà, tuttavia, Clifford la lasciò in eredità al fratello Francis Clifford, IV conte di Cumberland, che gli succedette nella Contea poiché la stessa non poteva passare ad una donna. Dopo un lungo contenzioso con lo zio, risoltosi nel 1617, Anna vinse gran parte del territorio, compresi i castelli di Brougham e Appleby.
The Great Picture è un grande trittico (h 8 piedi e 5 pollici; l 16 piedi), commissionato nel 1646 da Anne Clifford e attribuito a Jan van Belcamp (1610–1653). Già al castello di Appleby è ora esposto alla Galleria d'Arte di Abbot Hall a Kendal (Cumbria). Raffigura Lady Anna da ragazza, a sinistra, e come donna matura, a destra. Il pannello centrale mostra i suoi genitori e i suoi fratelli morti infanti. Il dipinto è pieno di elementi significativi, riferiti alla sua vita ed alla disputa per la successione paterna. La Camera dei Lord rimandò l'udienza della questione della baronia, che rimase dormiente fino al 1678, quando Nicholas Tufton, III conte di Thanet, fu autorizzato a reclamare il titolo e diventare il XV barone di Clifford.

## L'armatura

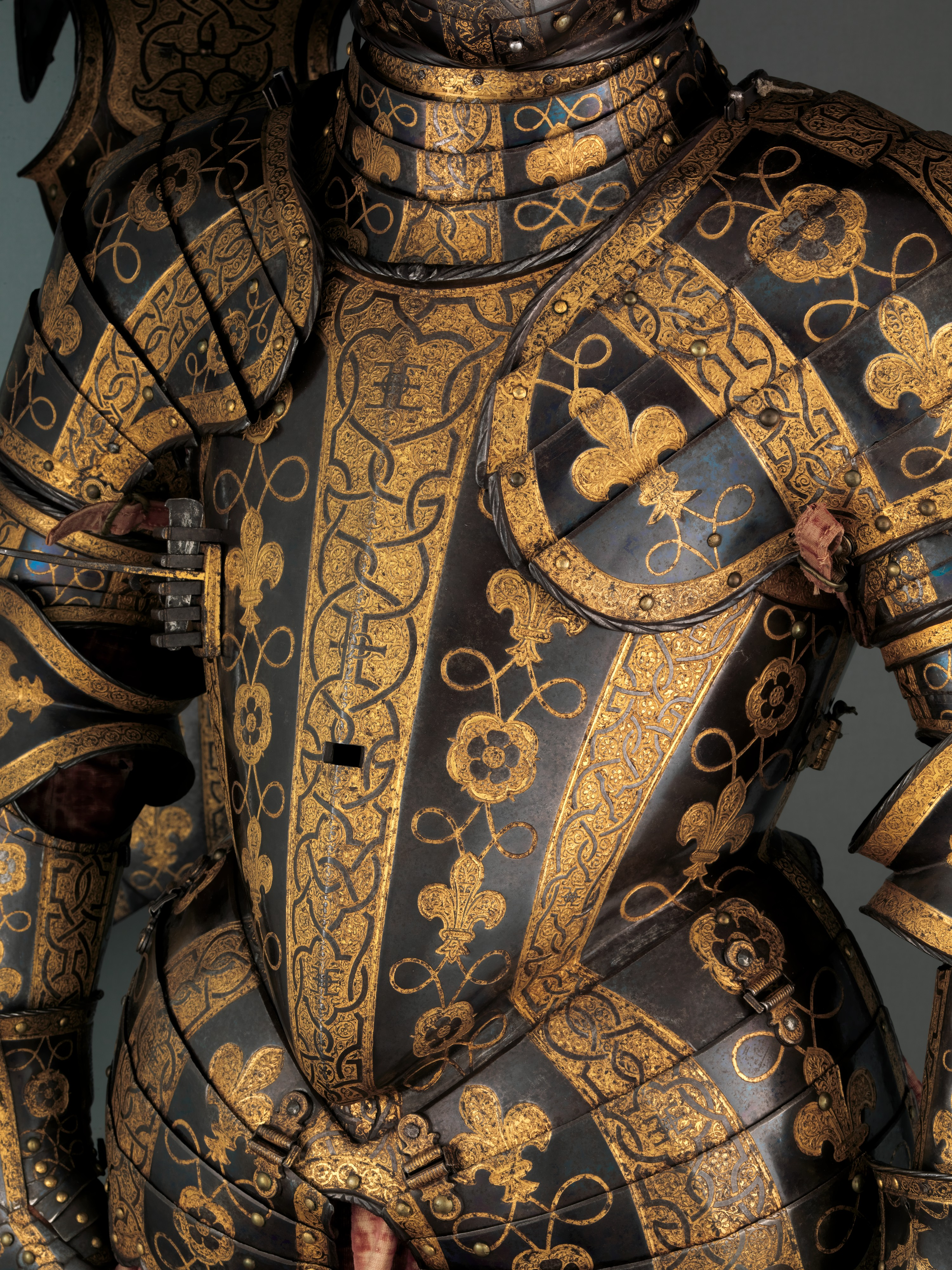
Armatura da giostra di Sir George Clifford - Metropolitan Museum of Art(NY).

L'armatura da giostra di George Clifford è oggi considerata il miglior esempio di armatura Tudor. Come campione della regina, Clifford non poteva avere rivali quanto a bellezza della sua armatura. Fu realizzato nell'armeria di Greenwich, fondata dal re Enrico VIII, e un suo disegno è incluso nel Jacob Album, un libro di disegni per 29 diverse armature per vari signori elisabettiani. L'armatura di Clifford è parte di una guarnitura includente molti pezzi extra (una guardastanca, un secondo elmo, la testiera per il cavallo e diverse guardie per lancia) che permettevano al cavaliere di modificare la sua armatura per diverse forme di combattimento.
L'armatura è in acciaio azzurrato, inciso e intarsiato con elaborati disegni dorati che incorporano colonne di fiori di campo alternati e rose Tudor, con la lettera E per la regina Elisabetta. È esposta nella Armor Court del Metropolitan Museum of Art (NY), accanto alle due armature di Sir James Scudamore, anch'esse realizzate nell'armeria di Greenwich.
Il design dell'armatura di New York è molto diverso da quello dell'armatura che Clifford indossa nella famosa miniatura di Nicolas Hilliard.

## In letteratura
Nel romanzo di Virginia Woolf, Orlando: A Biography, il "Conte di Cumberland" scopre Orlando e il suo amante addormentati nel suo cargo e crede che siano fantasmi inviati a punirlo per i suoi crimini di bucaniere. Nel suo terrore, il Conte promette di rimediare e, in segno di pentimento, fonda degli ostelli. Sebbene non esplicitamente dichiarato, il conte cui si fa riferimento deve essere George Clifford essendo il romanzo ambientato poco dopo la morte di Elisabetta I .

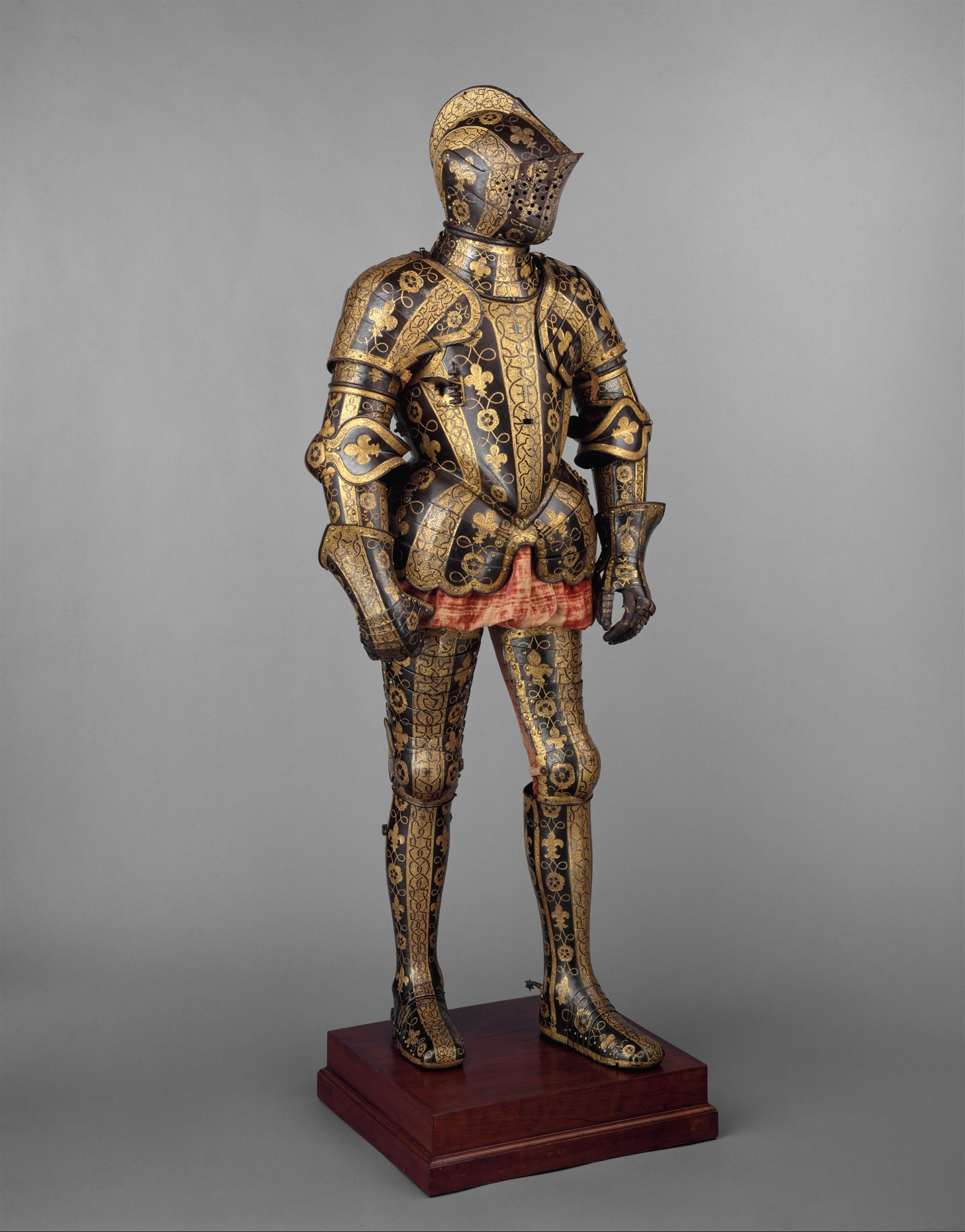
L'armatura completa a New York
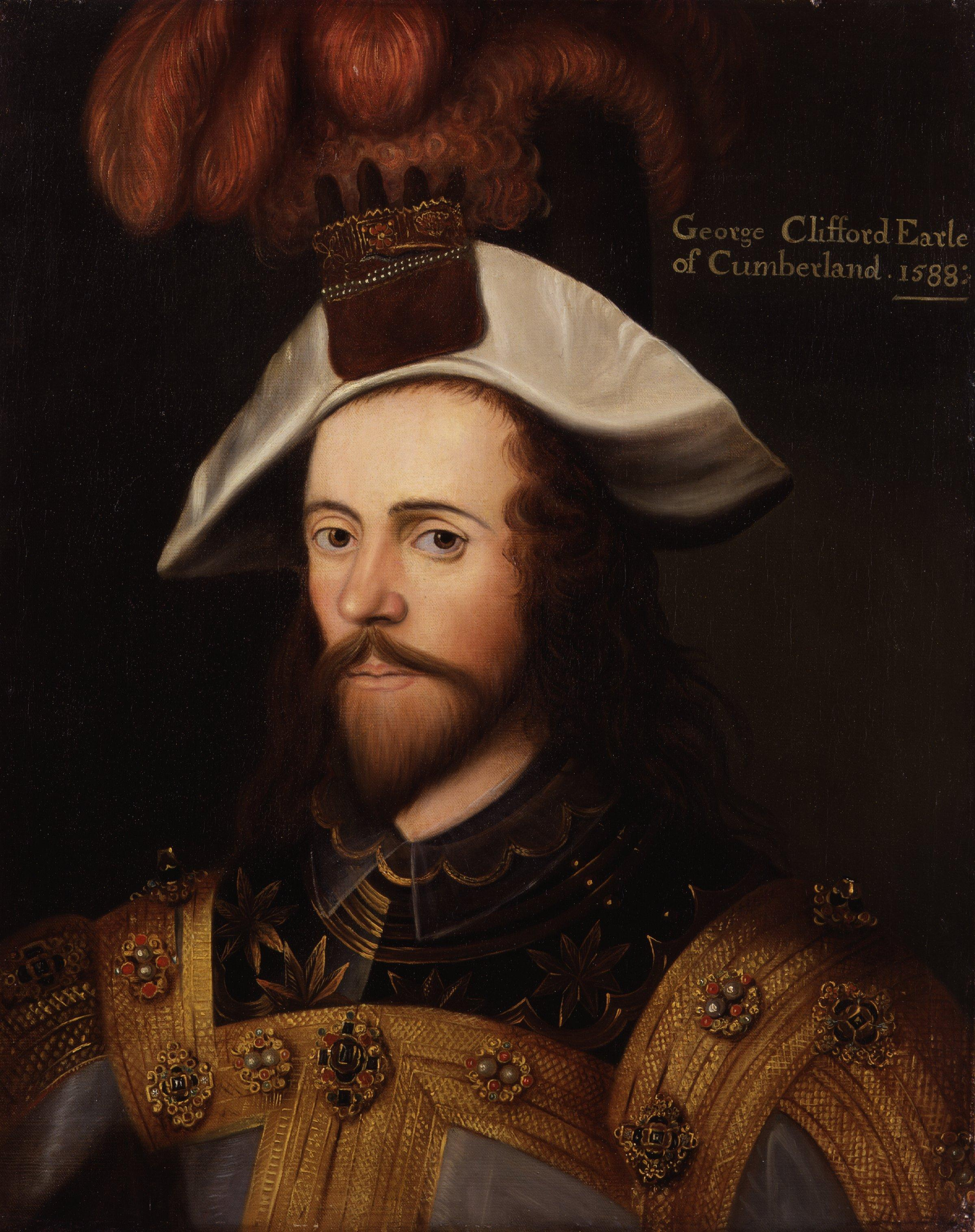
1588 ritratto dopo Nicholas Hilliard
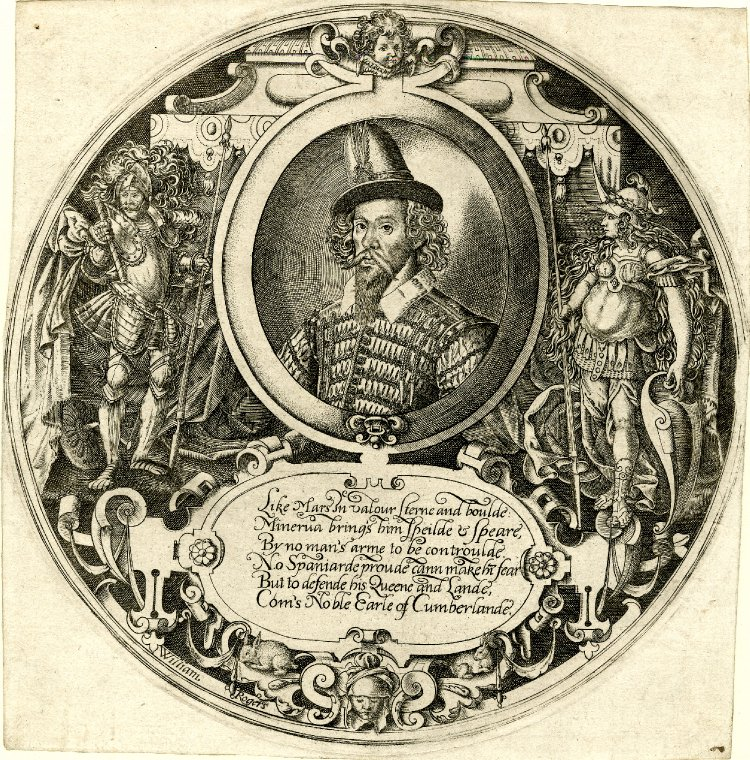
Ritratto inciso di William Rogers
Braccia di de Clifford: Chequy oe azzurro, una fesse gules

### Fonti
- "Clifford, George", Dictionary of National Biography, Londra, Smith, Elder & Co..

### Studi
- H Summerson, Brougham and Brough Castles, Londra, English Heritage, 1999.
- H Summerson, M Trueman e S Harrison, Brougham Castle, Cumbria, Cumberland and Westmorland Antiquarian and Archaeological Society, 1998.